# ماركوس سانشيز (لاعب كرة سلة)
ماركوس سانشيز (بالإسبانية: Marcos Sánchez)‏ هو لاعب كرة سلة تشيلي. مثّل منتخب بلاده. شارك في دورة الألعاب الأولمبية الصيفية سنة 1948.

## روابط خارجية
- ماركوس سانشيز على موقع الاتحاد الدولي لكرة السلة (الإنجليزية)
- ماركوس سانشيز على موقع الاتحاد الدولي لكرة السلة (الإنجليزية)
- ماركوس سانشيز على موقع سبورتس رفرنس (الإنجليزية)
- ماركوس سانشيز على موقع أوليمبيديا (الإنجليزية)